# Eupsophus nahuelbutensis
Eupsophus nahuelbutensis är en groddjursart som beskrevs av Ortiz och Héctor Ibarra-Vidal 1992. Eupsophus nahuelbutensis ingår i släktet Eupsophus och familjen Cycloramphidae. IUCN kategoriserar arten globalt som starkt hotad. Inga underarter finns listade i Catalogue of Life.